# 怠惰な召使 (マースの絵画)
『怠惰な召使』（たいだなめしつかい、英: The Idle Servant）、または『眠る召使』（ねむるめしつかい、蘭: Een slapende meid、英: A Sleeping Maid）は、17世紀オランダ絵画黄金時代の画家ニコラース・マースが1665年に制作した絵画である。画面下部右側に「N.MAES. 1655」という画家の署名と制作年が記されている。作品は1847年にリチャード・シモンズ (Richard Simmons) から遺贈されて以来、ロンドン・ナショナル・ギャラリーに所蔵されている。

## 作品

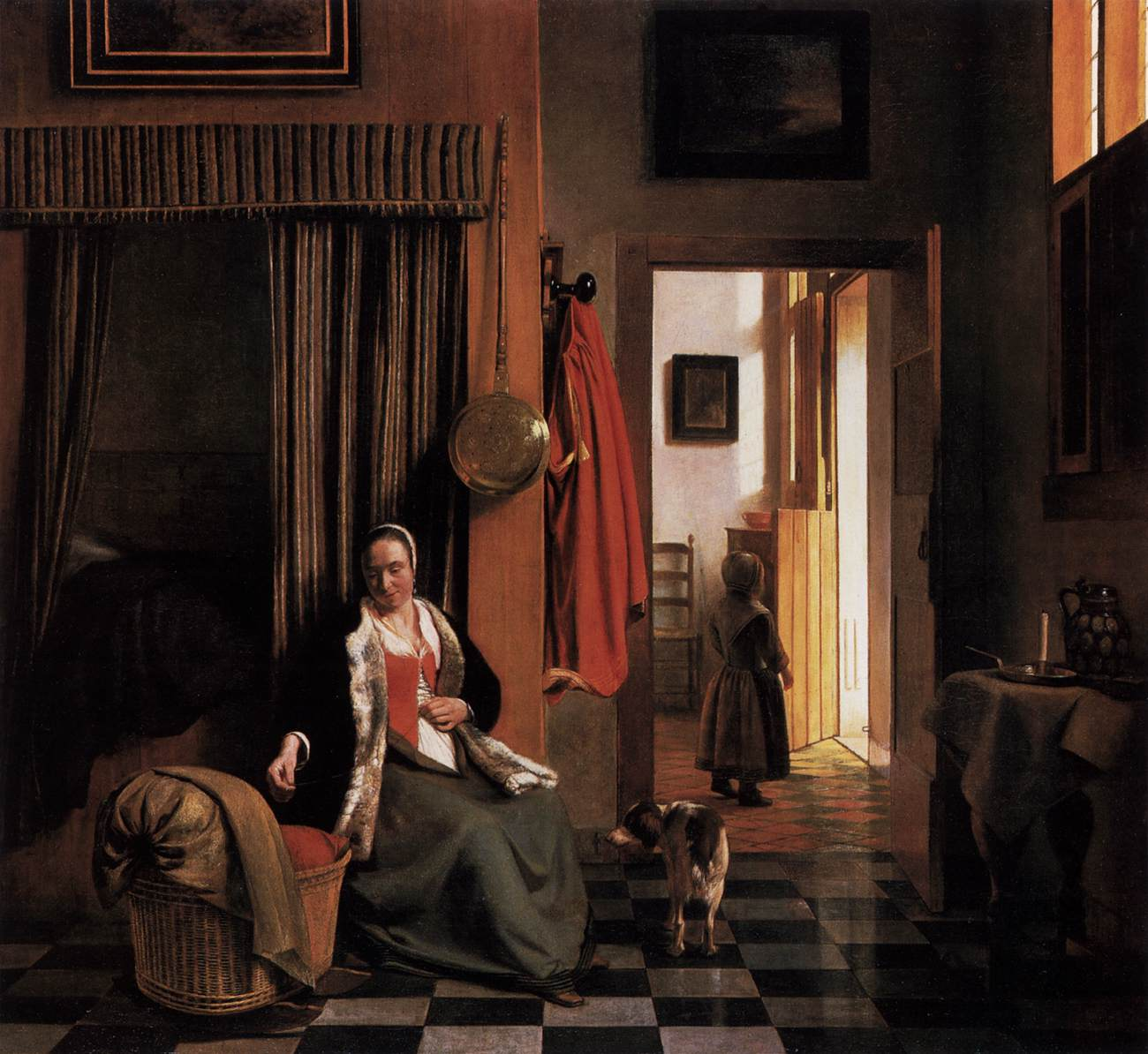
ピーテル・デ・ホーホ『ゆりかごの横で胴着を結ぶ女性』(1660-1663年ごろ)、絵画館 (ベルリン)

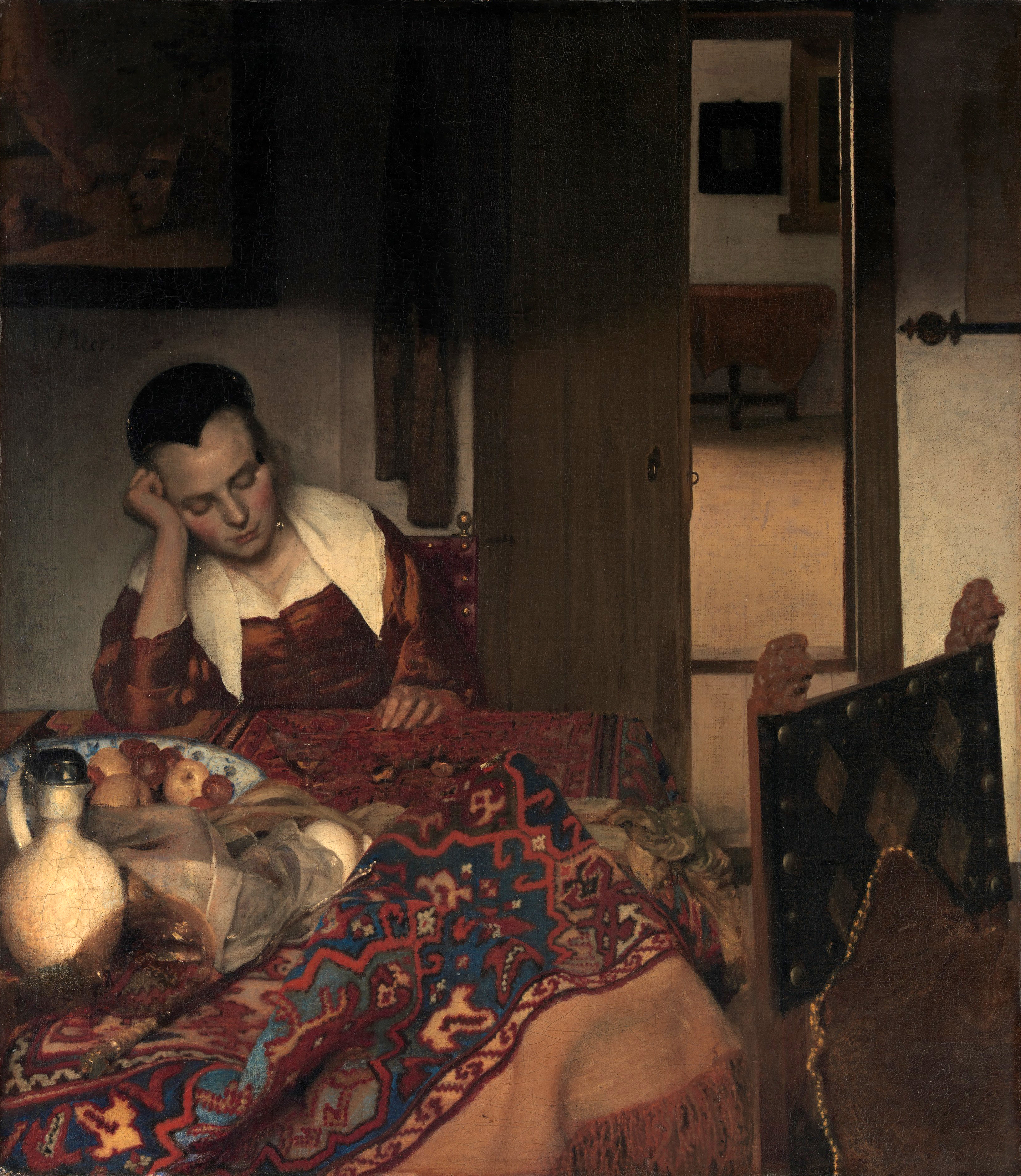
フェルメール『眠る女』(1657年ごろ)、メトロポリタン美術館、ニューヨーク

画面では、椅子に腰かけた若い召使の女性が頬杖をついて、居眠りをしている。床に散乱している大きな壺や鍋は、彼女が大量の料理をした後であることを示している。鍋などはきれいに見え、召使の身だしなみは整っているようである。開いた胸元とたくし上げられたシャツの袖のみが、純白の衣服ときちんと折り目のついたエプロンをしている彼女の女主人と異なっている。マースは召使を伝統的な怠惰の擬人像として表している。床には鍋が放置され、召使の背後では猫が生のガチョウを食べようとしているが、鑑賞者に彼女の怠惰ぶりを訴えている女主人は彼女を咎めているようではなく、笑みを浮かべた呆れ顔をしているだけである。
この家庭は少なくとも自由気ままな家庭である。当時のオランダには「台所の召使は片方の目を鍋に、もう一方の目を猫に留めておかなくてはならない」という一般的な諺があったが、本作の召使はどちらも怠っている。この種の絵画は人々を楽しませるためのものであると同時に、家庭運営の良し悪しの例を示すものともなった。おそらく、台所の左奥でなされている堅実そうな食事は、家族のきちんとした振る舞いの例である。女主人の笑みは、彼女がそこからしばし抜け出して喜んでいることを示唆する。
前景の部屋から奥 (本作の場合は短い階段を上った奥) にある別の部屋を垣間見せる手法はマースの発明ではないものの、最初期のもののうちに数えられる。この手法は後にデルフトの画家ピーテル・デ・ホーホのトレードマークとなり、フェルメールも『眠る女』で用いている。なお、レンブラントの弟子であったマースはキアロスクーロで重要な部分を明らかにし、光と大気の効果に対する感受性を示している。